# Carlotta Grisi
Caronne Adele Giuseppina Maria Grisi (Visinada, 28 giugno 1819 – St. Jean, Ginevra, 20 maggio 1899) è stata una ballerina italiana, cugina del celebre mezzosoprano Giuditta Grisi e del soprano Giulia Grisi.
Fu una delle più grandi ballerine dell'era romantica, col nome d'arte Carlotta Grisi

## Biografia
Nata in Istria in una famiglia di cantanti, anche se dotata di una buona voce decise di dedicarsi allo studio della danza.
Entrò alla scuola di ballo del Teatro alla Scala di Milano a soli 7 anni e già a 10 anni ballava nel corpo di ballo facendosi notare dagli spettatori che la soprannominarono "la piccola Ederle". Maestro della Grisi fu Carlo Blasis, il cui insegnamento costantemente trasparirà nel suo stile, nonostante la successiva influenza del coreografo e ballerino Jules Perrot. Fu una delle ballerine più dotate dell'Ottocento, fornita di una saldissima tecnica della punta.Aveva anche una bella voce,tanto che la celebre soprano Malibran cercò di convincerla a seguire la carriera da mezzosoprano.
Durante una tournée con la compagnia del Teatro alla Scala, la sua carriera prese una svolta decisiva: a Napoli, nel 1833, incontrò Jules Perrot famosissimo ballerino e coreografo del tempo. Perrot notò la giovanissima ballerina, ne intuì le doti e divenne il suo maestro e il suo amante.
Carlotta danzò a Parigi nel 1836 e nel 1837 ma fu davvero apprezzata solo nel 1840 quando danzò con Perrot le danze di carattere dell'opera Zingaro.
Nel 1841 le proposero il tanto agognato contratto con l'Opéra di Parigi ma lei costrinse il teatro ad accettare la clausola che doveva essere assunto anche il suo amato Perrot. Fu così che nacque il capolavoro del balletto romantico: Giselle: Gautier l'aveva vista danzare al Teatro San Carlo il 7 marzo 1841, all'interno dell'opera di Donizetti "La Favorite" e ne era rimasto affascinato.
Per "Giselle" la coreografia era stata assegnata all'allora maître de ballet dell'Opéra, Jean Coralli, ma le parti dedicate alla protagonista furono coreografate dal suo compagno Perrot. Théophile Gautier, autore del libretto del balletto, si innamorò di lei ma alla fine si decise a sposare la sorella Ernesta.
Negli anni seguenti la Grisi creò i ruoli della ballerina ne La Jolie Fille de Gand di Albert (1842), La Péri (memorabili il pas de l'abeille  e il pas du songe) di Jean Coralli (1843), La Esmeralda (1844), Pas de Quatre (1845) e La Filleule des Fées (1849) tutti di Perrot e Le Diable à quatre (1845), Paquita (1846) e Grisélidis (1848) tutti di Joseph Mazilier. Fece il suo debutto a Londra nel 1836 e vi ritornò regolarmente tra il 1842 e il 1851.
Danzò anche a Vienna, Milano, Monaco e San Pietroburgo. Il suo ultimo balletto fu Les Metamorphoses.
Si ritirò nel 1854 e visse dal 1856 per 43 anni una ricca pensione nella sontuosa villa Saint-Jean nei pressi di Ginevra dove finì i suoi giorni. Fu inumata nel cimitero della Chatelaine di Ginevra.